# Pseudanthias townsendi
Pseudanthias townsendi är en fiskart som först beskrevs av George Albert Boulenger, 1897.  Pseudanthias townsendi ingår i släktet Pseudanthias och familjen havsabborrfiskar. Inga underarter finns listade i Catalogue of Life.